# Grand Theft Auto V
Grand Theft Auto V, skraćeno GTA V, je akcijska videoigra smještena u otvorenom svijetu, koju je razvio razvojni tim Rockstar North-a, u Velikoj Britaniji, a izdaje Rockstar Games. Igra će, po prvi put od Grand Theft Auto IV (2008), imati naslov s rječju "veliki" , kojim će započeti peta „era“. Serijal se može podijeliti na „ere“, u kojima one dijele isti izmišljeni svemir i sadrže međusobno povezane priče i likove. Također će biti i nastavak izmišljenog svemira koji je bio predstavljen kroz tu igru. Radnja se odvija u izmišljenom gradu Los Santosu, po uzoru na Los Angeles, i Blaine Countyju. Los Santos je bio jedan od tri grada u igri Grand Theft Auto: San Andreas, iz treće ere serijala, objavljen 2004. Glavni likovi igre zovu se Michael, Franklin i Trevor. 
Igra je najprije izašla za PlayStation 3 i Xbox 360 konzole, na jesen 2014. je izašla za PlayStation 4 i Xbox One, za PC u travnju 2015, a za PlayStation 5 i Xbox Series X/S u ožujku 2022. Prema Rockstaru, Grand Theft Auto V je njihova najveća simulacija u otvorenom svijetu do sada. S prodanih 160 milijuna kopija igre, Grand Theft Auto V nalazi se na drugom mjestu najprodavanijih video igara svih vremena.

## Zanimljivosti
- GTA V ima sličnu grafiku kao prethodna igra GTA IV jer su programirane u istom engine-u (RAGE)
- Kao i u GTA San Andreasu, ova je igra isto smještena u Los Santosu.
- Prvi put u serijalu Grand Theft Auta igrač može igrati tri lika.
- Jedan od glavnih likova, Trevor, koji je poznat po svom psihičkom oboljenju, kreiran je na osnovu fizičkog i psihičkog karaktera pravog psihopata koji živi u Los Angelesu.

## Zahtjevi sustava

### Minimalna konfiguracija
- OS: Windows 10, Windows 8.1 64 Bit, Windows 8 64 Bit, Windows 7 64 Bit Service Pack 1, Windows Vista 64 Bit Service Pack 2* (*NVIDIA video card recommended if running Vista OS)
- Procesor: Intel Core 2 Quad CPU Q6600 @ 2.40 GHz ili AMD Phenom 9850 Quad-Core @ 2.5 GHz
- RAM: 4GB RAM-a
- Grafička kartica: NVIDIA 9800 GT 1GB ili AMD HD 4870 1GB
- HDD: 65GB prostora na disku

### Preporučena konfiguracija
- OS: Windows 10, Windows 8.1 64 Bit, Windows 8 64 Bit, Windows 7 64 Bit Service Pack 1
- Procesor: Intel Core i5 3470 @ 3.2 GHz ili AMD X8 FX-8350 @ 4 GHz
- RAM: 8GB RAM-a
- Grafička kartica: NVIDIA GTX 660 2GB ili AMD HD 7870 2GB
- HDD: 65GB prostora na disku

## Vanjske poveznice
- Službena stranica
- Grand Theft Auto V na Grand Theft Wiki
- GTA V na IMDb stranici